# Exanthica atelacma
Exanthica atelacma är en fjärilsart som beskrevs av Edward Meyrick 1926. Exanthica atelacma ingår i släktet Exanthica och familjen spinnmalar. Inga underarter finns listade i Catalogue of Life.